# Glenea lepida
Glenea lepida é uma espécie de escaravelho da família Cerambycidae. Foi descrita por Newman em 1842.